# Microcyba calida
Microcyba calida är en spindelart som beskrevs av Rudy Jocqué 1983. Microcyba calida ingår i släktet Microcyba och familjen täckvävarspindlar.
Artens utbredningsområde är Gabon. Inga underarter finns listade i Catalogue of Life.